# Ålhustjärnen, Medelpad
Ålhustjärnen är en sjö i Sundsvalls kommun i Medelpad och ingår i Ljungans huvudavrinningsområde. Sjön har en area på 0,07 kvadratkilometer och ligger 71,5 meter över havet.

## Delavrinningsområde
Ålhustjärnen ingår i det delavrinningsområde (690348-157567) som SMHI kallar för Utloppet av Öjen. Medelhöjden är 64 meter över havet och ytan är 27,41 kvadratkilometer. Räknas de 20 avrinningsområdena uppströms in blir den ackumulerade arean 183,61 kvadratkilometer. Stångån som avvattnar avrinningsområdet har biflödesordning 2, vilket innebär att vattnet flödar genom totalt 2 vattendrag innan det når havet efter 12 kilometer. Avrinningsområdet består mestadels av skog (54 procent). Avrinningsområdet har 7,5 kvadratkilometer vattenytor vilket ger det en sjöprocent på 27,4 procent.